# Demodex phodopi

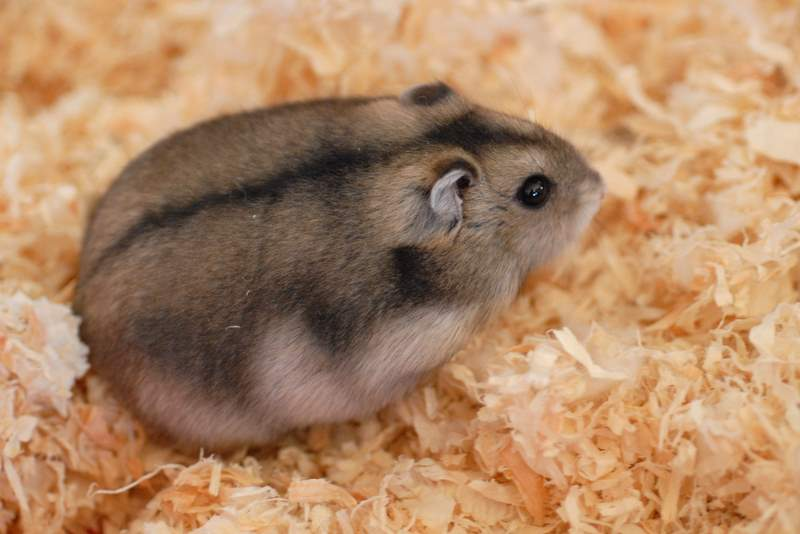
Chomicznik dżungarski, jedyny żywiciel D. phodopi

Demodex phodopi – gatunek roztocza z rodziny nużeńcowatych. Jego jedynym żywicielem jest chomicznik dżungarski.

## Taksonomia
Gatunek ten opisany został po raz pierwszy w 2006 roku przez Clifforda E. Descha, Sonnyego L. Davisa i Hansa Klompena na łamach „International Journal of Acarology”. Opisu dokonano na podstawie okazów pozyskanych z hodowli chomicznika dżungarskiego na Uniwersytecie Stanu Ohio w Stanach Zjednoczonych. Epitet gatunkowy pochodzi od nazwy żywiciela, Phodobus sungorus.

## Morfologia i rozwój

### Osobniki dorosłe
Samce osiągają od 103 do 150 μm długości i od 21 do 29 μm szerokości, samice zaś od 123 do 154 μm długości i od 22 do 28 μm szerokości.
Gnatosoma zaopatrzona jest w parę długich, prostopadle do osi głównej ciała ustawionych, u podstawy walcowatych, a dalej rozszerzonych dozewnętrznie kolców nadbiodrowych. Podkowiasta nabrzmiałość gardzieli ma po bokach parę drobnych szczecinek subgnatosomalnych.
Podosoma ma na wierzchu dwie pary owalnych lub podługowato-owalnych guzków grzbietowych; u samca przednia z nich leży na wysokości tylnej krawędzi pierwszej pary odnóży, a tylna na wysokości odnóży drugiej pary, natomiast u samicy przednia leży między wysokością pierwszej i drugiej pary odnóży, a tylna na wysokości tylnej krawędzi trzeciej pary odnóży. U samca ponadto na wierzchu podosomy leży długi na od 13 do 16 μm, zesklerotyzowany edeagus oraz, na wysokości drugiej pary odnóży, podłużny, szczeliniasty otwór płciowy.
Występują cztery pary odnóży o trzech ruchomych członach, z których ostatni ma parę pazurków. Krawędzie płytek epimeralnych są u samca zatarte. Wulwa samicy leży tuż za krawędziami płytek epimeralnych ostatniej pary.
Opistosoma zwęża się ku tępemu wierzchołkowi, u samicy jest wyraźnie, a u samca niewyraźnie pierścieniowana. Otwierający się śródbrzusznie narząd opistosomalny u samca ma postać wąskiej, ślepej, zesklerotyzowanej rurki, u samicy zaś bulwiastej lub palcowatej kieszonki.

### Stadia rozwojowe
Jaja są podługowato-owalnego kształtu, długości od 54 do 65 μm i szerokości od 15 do 18 μm, o gładkim chorionie, pozbawione wieczka.
Larwy mają wydłużone ciało długości od 50 do 71 μm i szerokości od 12 do 16 μm. Prostokątna gnatosoma ma parę drobnych kolców nadbiodrowych, natomiast brak jest szczecinek subgnatosomalnych. Podosoma pozbawiona jest tarczek brzusznych i ma trzy pary nieczłonowanych odnóży. Opistosoma pozbawiona jest pierścieniowania.
Protonimfy mają wydłużone ciało długości od 90 do 93 μm i szerokości od 21 do 24 μm. Odnóża są nieczłonowane, obecne w liczbie trzech par, zwieńczone dwoma małymi pazurkami. Opistosoma pozbawiona jest pierścieniowania.
Nimfy mają ciało długości od 96 do 166 μm i szerokości od 22 do 31 μm. Występują u nich cztery pary odnóży o dwóch ruchomych członach, z których ostatni zwieńczony jest dwoma małymi pazurkami. Opistosoma pozbawiona jest pierścieniowania.

## Ekologia i występowanie
Roztocz ten jest monoksenicznym komensalem lub pasożytem chomicznika dżungarskiego. Bytuje w mieszkach włosowych gospodarza. Na tym samym żywicielu występuje również D. sungori
Gatunek obecny w hodowlach, podawany ze Stanów Zjednoczonych.